# 라이언 피크
라이언 피크(Ryan Pick, 1973년 3월 1일 ~ )는 캐나다의 기타리스트로, 캐나다 록 밴드 니켈백의 일원이다. 니켈백의 리듬 기타리스트, 키보드 연주자, 백 보컬리스트로 가장 잘 알려진 캐나다 음악가, 가수 및 작곡가이다. 밴드 창립 이래로 함께해 왔으며 니켈백의 노래 "Savin' Me", "Hollywood" 및 "Gotta Be Somebody"에서 뛰어난 보컬로 가장 잘 알려져 있다.